# Hollow (Charmed)
De Hollow is een fictief wezen uit de Amerikaanse televisieserie Charmed. Het wezen werd bedacht door Brad Kern.
De Hollow verscheen voor het eerst in seizoen 4, en speelde een cruciale rol in de climax van seizoen acht. De Hollow kan bezit nemen van elk levend wezen. Derhalve wordt de Hollow min of meer gespeeld door de volgende acteurs: Peter Woodward, Julian McMahon, Holly Marie Combs, Alyssa Milano, Rose McGowan, Kaley Cuoco, Marnette Patterson, Lawrence Smilgys, en Robert Madrid.

## Omschrijving
De Hollow ziet er in zijn natuurlijke vorm uit als een soort mist. Het staat bekend als de grootste magische krachtbron die er bestaat, maar wiens oorsprong onbekend is. De Hollow absorbeert elke vorm van magie waarmee hij in contact komt, zowel goede als slechte. De Hollow kan bezit nemen van een persoon om een vaste vorm te verkrijgen. 
De Hollow kan niet worden vernietigd. Zijn enorme kracht kan enkel worden opgesloten door inspanningen van zowel het goede als het slechte. De Hollow verblijft doorgaans in een oude begraafplaats die zich buiten tijd en ruimte bevindt, als onderdeel van een pact die eeuwen geleden werd gemaakt tussen het goede en het kwade. Deze begraafplaats wordt streng bewaakt door sterke bewakers. 
De Hollow heeft een enorme drang naar het absorberen van magie. Een demon of heks die door de Hollow wordt bezeten kan korte tijd gebruikmaken van zijn onbeperkte kracht, maar krijgt dan een onstilbare honger naar macht. Als deze band niet snel ongedaan wordt gemaakt, zal de bezeten persoon onder invloed van de Hollow uiteindelijk de wereld vernietigen.

## Rol in de serie
De Hollow verscheen voor het eerst in seizoen vier in de aflevering "Charmed and Dangerous". In deze aflevering brak De Bron het eeuwenoude pact en stal de Hollow in de hoop zijn krachten te gebruiken tegen de Charmed Ones. De Ziener waarschuwde hem voor de gevaren, maar hij negeerde haar. Daarom haalde ze Cole Turner over om de Hollow zelf te absorberen en de Charmed Ones te helpen de Source te verslaan. Nadat de Source was verslagen, keerde de Hollow terug in zijn kist.
In de climax van seizoen acht riepen zowel de Charmed Ones als Billie en Christy Jenkins de Hollow op om elkaar te bevechten. De Hollow nam bezit van alle vijf heksen waardoor hun krachten even groot werden. De enorme krachtuitbarsting die dit met zich meebracht resulteerde in de dood van Phoebe, Paige en Christy. Piper reisde later terug in de tijd om met behulp van haar moeder, Patty, en haar grootmoeder, Penny, de gebeurtenissen terug te draaien en de Hollow weer op te sluiten.

## Bewakers van de Hollow
De bewakers van de Hollow zijn twee van de machtigste magische wezens: een goede en een slechte. Ze staan bekend als de Engelen van licht en duisternis. Op hen na is het een ieder verboden de begraafplaats van de Hollow te bezoeken.